# 2005 JH177
2005 JH177, também escrito como 2005 JH177, é um objeto transnetuniano que está localizado no Cinturão de Kuiper, uma região do Sistema Solar. Este corpo celeste é classificado como um provável cubewano. Ele possui uma magnitude absoluta de 7,0 e tem um diâmetro estimado com 183 km.

## Descoberta
2005 JH177 foi descoberto no dia 11 de maio de 2005 pelo astrônomo Marc W. Buie.

## Órbita
A órbita de 2005 JH177 tem uma excentricidade de 0,099 e possui um semieixo maior de 44,788 UA. O seu periélio leva o mesmo a uma distância de 40,335 UA em relação ao Sol e seu afélio a 49,241 UA.